# El Venado, Durango
El Venado är en ort i Mexiko.   Den ligger i kommunen Nombre de Dios och delstaten Durango, i den centrala delen av landet, 700 km nordväst om huvudstaden Mexico City. El Venado ligger 1 702 meter över havet och antalet invånare är 102.
Terrängen runt El Venado är huvudsakligen kuperad, men åt nordost är den platt. El Venado ligger nere i en dal. Runt El Venado är det glesbefolkat, med 16 invånare per kvadratkilometer. Närmaste större samhälle är Nombre de Dios, 8,8 km nordost om El Venado. Omgivningarna runt El Venado är i huvudsak ett öppet busklandskap.